# Prestwick
Prestwick (skót gaelül: Preastabhaig) város Skócia délnyugati partvidékén, South Ayrshireben, Glasgowtól 48 km-re  délnyugatra. A nagyobb Ayr településhez csatlakozik, mely tőle mintegy 3 km-re délre fekszik.
Itt található a Glasgow Prestwick repülőtér, ahonnan számos európai repülőtérre indulnak menetrend szerinti járatok, de transzatlanti és más nemzetközi teherjáratokat is kiszolgál.
Itt volt az első helyszíne a világ legrégebbi golftornájának, az Open Golf Championshipnek, amelyet a prestwicki régi pályán játszottak 1860 és 1872 között.
Prestwick 2016. június 4. óta demenciabarát város, melyhez hasonló még kevés van Skóciában és Európában.

## Fordítás
- Ez a szócikk részben vagy egészben a Prestwick című angol Wikipédia-szócikk ezen változatának fordításán alapul.  Az eredeti cikk szerkesztőit annak laptörténete sorolja fel. Ez a jelzés csupán a megfogalmazás eredetét és a szerzői jogokat jelzi, nem szolgál a cikkben szereplő információk forrásmegjelöléseként.